# Forge de la Hunaudière
La forge de la Hunaudière est une forge située à Sion-les-Mines, en France.

## Localisation
La forge est située sur la commune de Sion-les-Mines, dans le département de la Loire-Atlantique.

## Historique
Au début XVIIe siècle, Henri de La Chapelle, seigneur de Sion, en est propriétaire. Sous Henri IV, il obtient l'érection en marquisat de sa seigneurie de Fougeray. Par adjudication, les biens de famille de La Chapelle passe au maréchal de Créquy et à son épouse Catherine de Rougé (fille de Jacques de Rougé du Plessis-Bellière et de Suzanne de Bruc-Montplaisir). Elles passent ensuite par héritage à Louis de Rougé puis à Innocente de Rougé. Dans la première moitié du XVIIIe siècle, cette dernière revend l'ensemble de la seigneurie à Charles Jean Locquet de Grandville, négociant et armateur à Saint-Malo.
Par la suite, prince de Condé acquiert les forges. En 1792, sous la Révolution, les biens du prince de Condé sont cependant confisqués comme biens nationaux. Ils sont revendus en 1802 aux sieurs Allot, Mauclerc (maire de Sion) et Maudhuit. Elle est revendue en 1809 à François Demangeat (1758–1827), régisseur de la fonderie d'Indret et des forges de Moisdon-la-Rivière.
En 1852, l'armateur nantais Poydras de la Lande l'acquiert.
Ancien site industriel de la deuxième moitié du XVIe siècle, la forge de la Hunaudière a produit de la fonte à partir du minerai local dans un haut fourneau, ensuite  cette fonte est transformée en fer dans l'affinerie et formée dans la forge. Les barres de fer, ainsi produites, sont ensuite transformées en baguettes dans la fenderie, puis en clous la clouterie. Son activité métallurgique s'arrête en 1883.
Le monument est inscrit au titre des monuments historiques en 1986, classé et inscrit en 1987.

## Description
Il comporte une ancienne maison de maître.

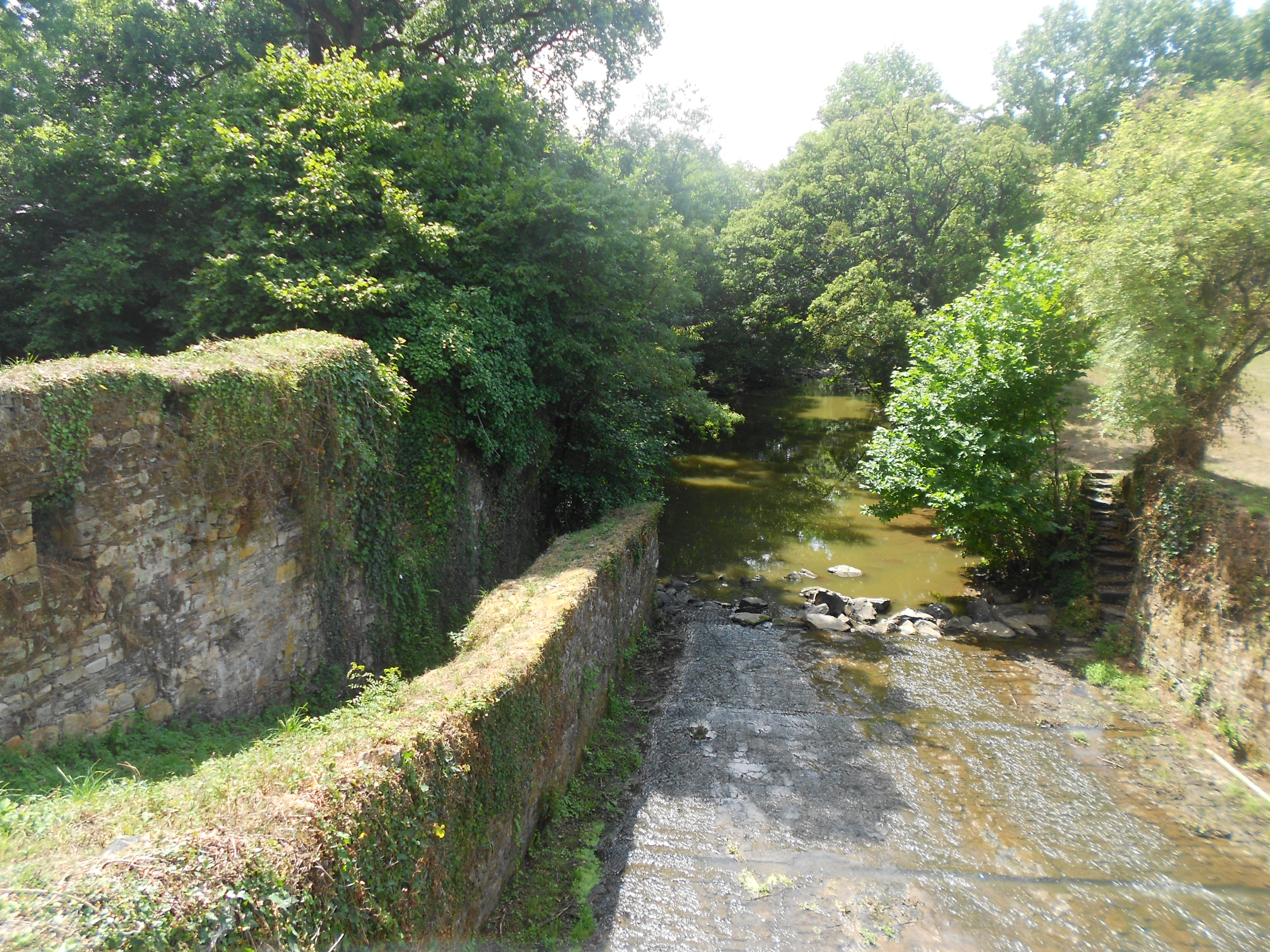
Vestiges des forges de la Hunaudière.
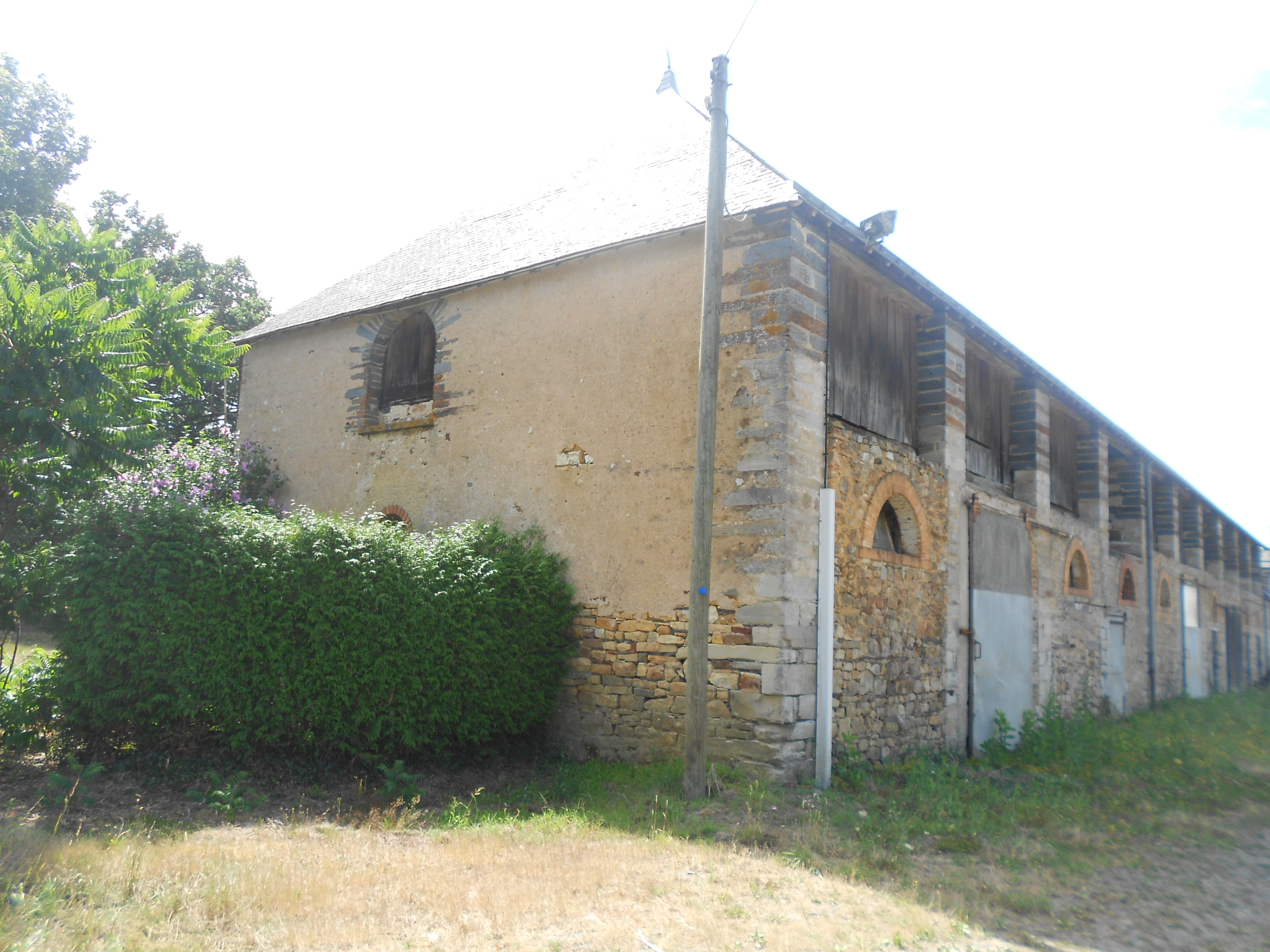
Bâtiment des forges de la Hunaudière.
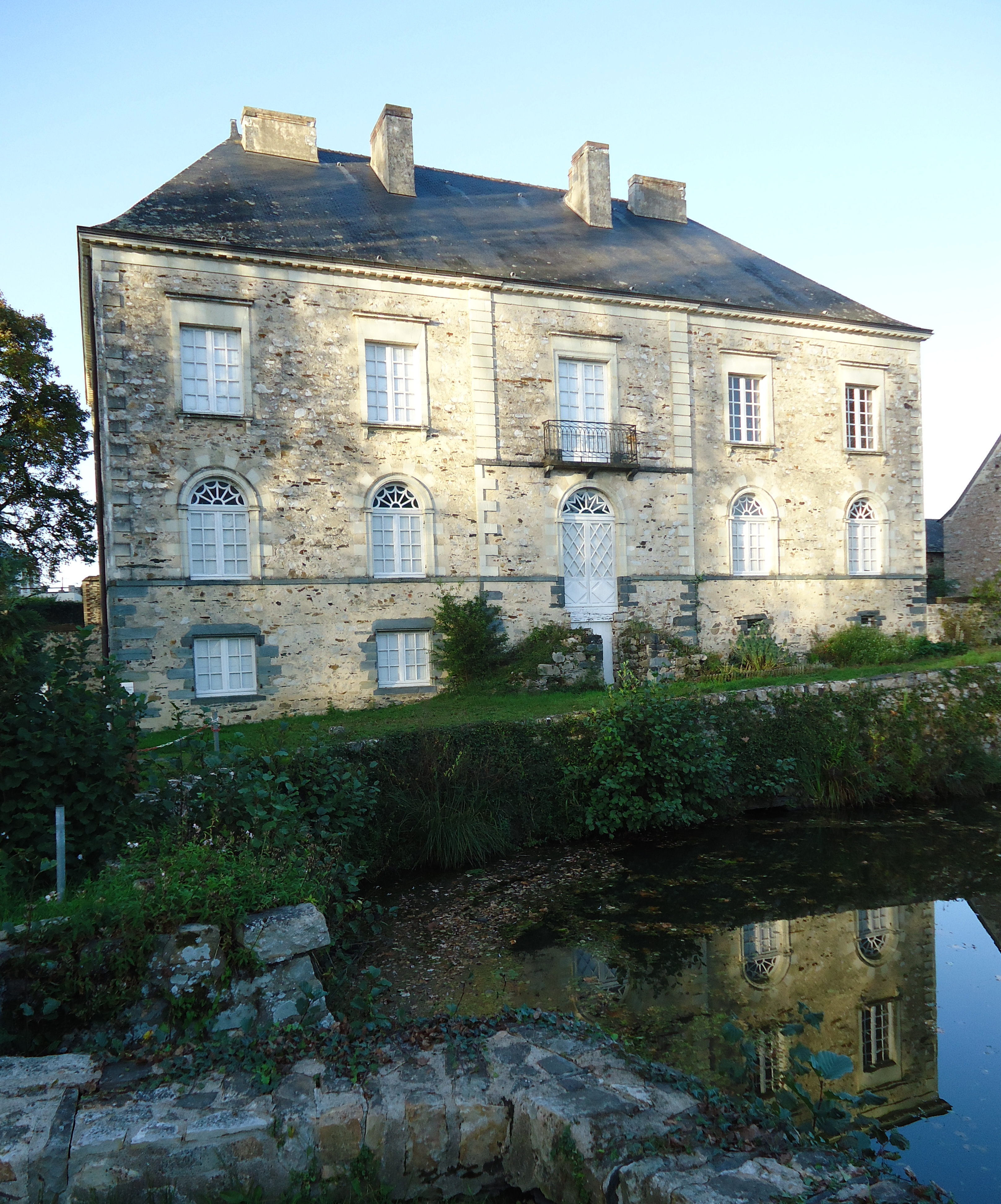
Une maison de maître de la forge des Hunaudières.
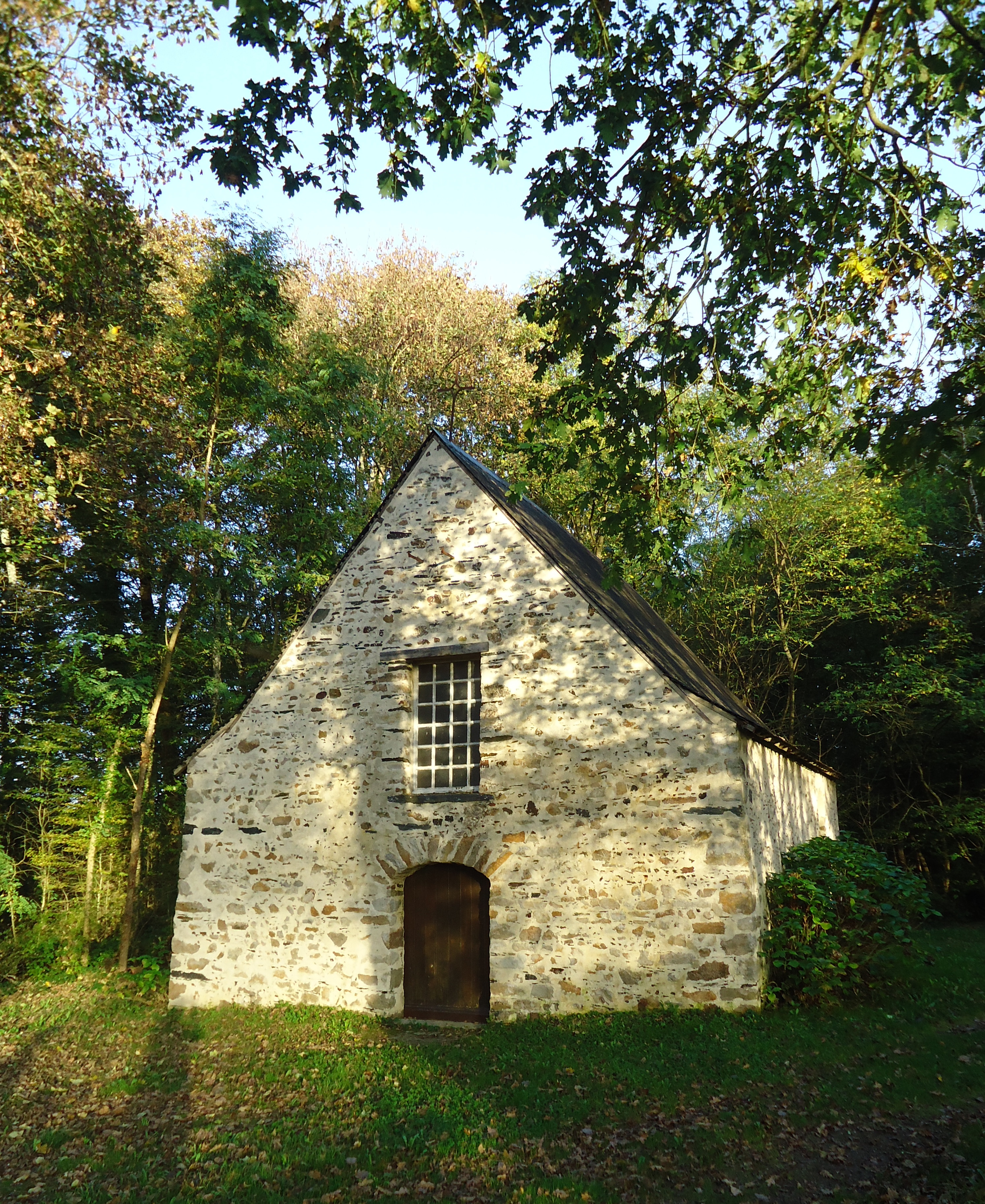
La chapelle Saint-Eloi de la forge des Hunaudières.
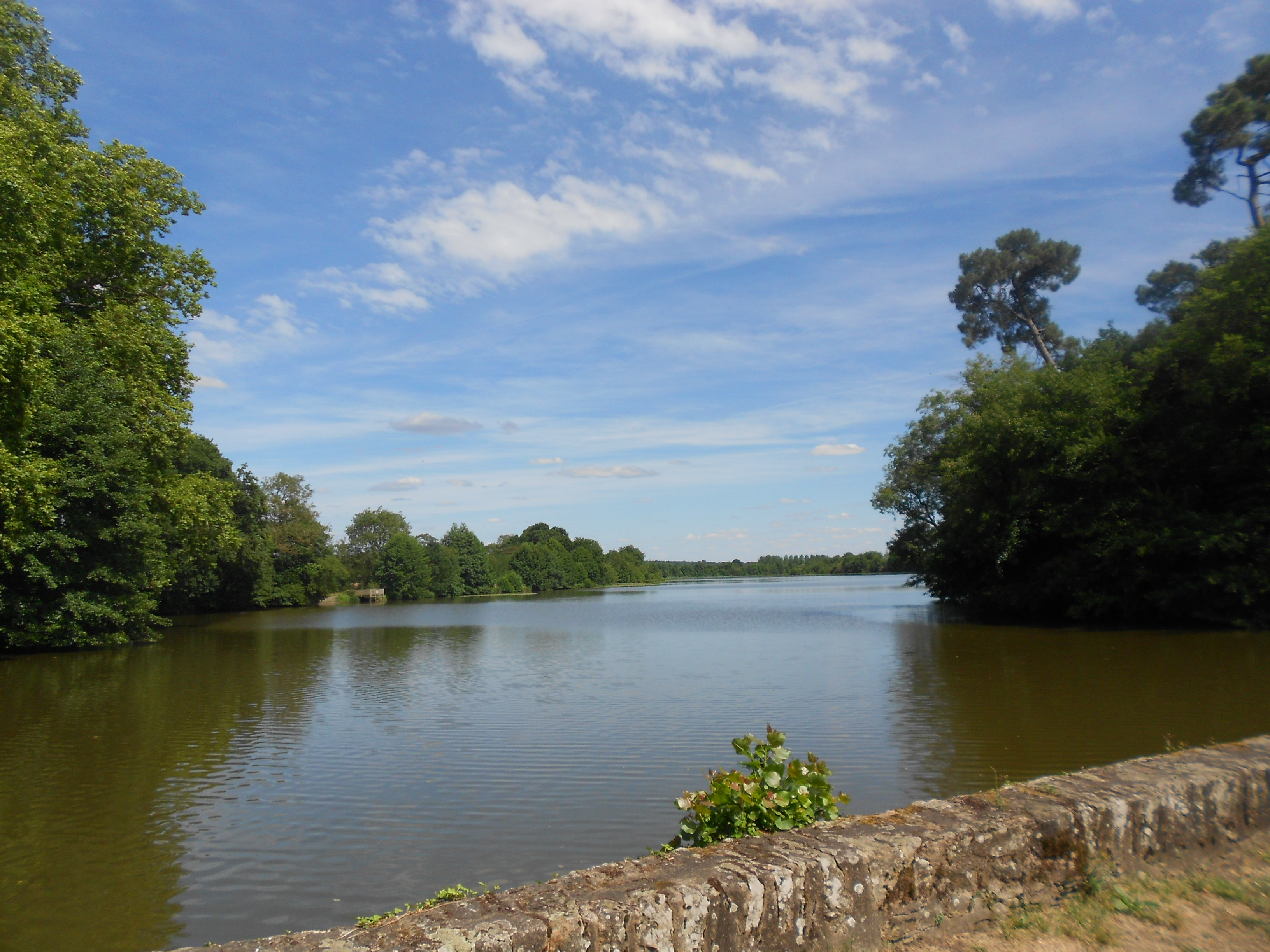
Étang de la Hunaudière.

### Sources
- Jean-François Belhoste, Les Forges du pays de Châteaubriant, Ministère de la culture, Inventaire général des monuments et richesses artistiques de la France, Pays de la Loire, 1984
- abbé Charles Goudé, Histoires et légendes du pays de Châteaubriant, 1879